# Баулин, Олег Александрович
Олег Александрович Баулин — кандидат технических наук, доцент, ректор Уфимского государственного нефтяного технического университета.
Депутат Совета городского округа город Уфа V созыва, заместитель председателя комиссии по образованию, науке, культуре, спорту и делам молодёжи, член Молодёжной общественной палаты при Государственном Собрании — Курултае Республики Башкортостан. Один из учредителей и заместитель председателя регионального отделения Российского союза молодых учёных.

## Биография
Родился 15 июля 1981 года в городе Уфе. В 2003 году окончил Уфимский государственный нефтяной технический университет по специальности «Химическая технология природных энергоносителей и углеродных материалов».
В 2003—2006 годах — аспирант УГНТУ. С 2006 года — ассистент кафедры технологии нефти и газа УГНТУ. Учёная степень кандидата технических наук присуждена 21 декабря 2006 года решением диссертационного совета при УГНТУ.
В феврале 2007 года назначен заместителем декана Технологического факультета УГНТУ по учебной работе. С 2008 года — доцент кафедры технологии нефти и газа. С января 2011 года — начальник учебно-методическое управления УГНТУ.
Учёное звание доцента по кафедре технологии нефти и газа присвоено 28 мая 2012 года Министерством образования и науки Российской Федерации.
В 2018 году присвоено звание «Почётный работник сферы образования Российской Федерации».
В 2015—2019 годах — проректор по научно-методической работе УГНТУ. После выборов ректора УГНТУ, с 25 декабря 2019 года по 31 марта 2020 года — исполняющий обязанности ректора, с 1 апреля 2020 года — ректор.
В сентябре 2021 года избран депутатом в Совет городского округа город Уфа по третьему избирательному округу.

## Санкции
6 марта 2022 года после вторжения России на Украину подписал письмо в поддержу российской агрессии. С 9 июня 2022 года находится под персональными санкциями Украины за поддержку войны. Также был внесён ФБК в список коррупционеров и разжигателей войны за поддержку нападения на Украину, 16 марта 2022 года форумом свободной России внесён в санкционный «Список Путина» с предложением введения против него международных санкций.

## Научная деятельность
Автор более 90 научных и научно-методических работ, патентов, учебно-методических пособий.

## Публикации
- Баулин, О. А. Смазывающая способность малосернистых дизельных топлив и методы её повышения : специальность 05.17.07 «Химия и технология топлив и спец. продуктов» : дис. на соиск. канд. техн. наук // Баулин Олег Александрович / Уфим. гос. нефтяной техн. ун — т — Уфа, 2006. — 118 с.
- Баулин, О. А. Смазывающая способность малосернистых дизельных топлив и методы её повышения : специальность 05.17.07 «Химия и технология топлив и спец. продуктов» : автореферат дис. на соиск. канд. техн. наук // Баулин Олег Александрович / Уфим. гос. нефтяной техн. ун — т — Уфа, 2006. — 24 с.
- Бахтизин Р. Н., Баулин О. А., Мазитов Р. М., Шайхутдинова Н. А. Трансформация системы подготовки специалистов в условиях перехода на ФГОС 3++ // Высшее образование в России. — 2019. — Вып. 5. — С. 104—110. — ISSN 0869-3617.
- Ибрагимов И. Г., Баулин О. А., Забиров Ф. Ш. Об Уфимском этапе истории Московского нефтяного института имени И. М. Губкина // Высшее образование в России. — 2015. — Вып. 5. — С. 155—160. — ISSN 0869-3617.
- Мамлиева А. В., Беркань В. О., Баулин О. А., Рахимов М. Н., Алипов Д. Е. Исследование влияния орто-фталатов и сложных эфиров на смазывающую способность дизельного топлива // Известия Самарского научного центра Российской академии наук. — 2016. — Т. 18, вып. 4-6. — С. 1075—1079. — ISSN 1990-5378.
- Кавитационно-вихревые аппараты в процессах подготовки нефти и газа : монография / Ф. Ш. Хафизов, И. Ф. Хафизов, О. А. Баулин — Уфа: Изд-во УГНТУ, 2016. — 152 с.

## Награды
- Медаль «За заслуги в проведении всероссийской переписи населения» (2003)
- Почётная грамота Министерства образования и науки Российской Федерации (2015)
- Звание «Почётный работник сферы образования Российской Федерации» (2018)
- Почётная грамота Главы Республики Башкортостан (2020)
- Медаль «85 лет Службе горючего Вооруженных Сил Российской Федерации» (2021)
- Благодарность Федерации космонавтики России (2021)
- Медаль «60 лет полету Ю. Гагарина в космос» (2021)
- Медаль «За доблестный труд» II степени Союза машиностроителей России (2021)
- Благодарность Министерства науки и высшего образования Российской Федерации (2021)
- Почётная грамота Главы Республики Башкортостан за многолетний добросовестный труд в системе высшего профессионального образования и большой вклад в подготовку высококвалифицированных специалистов